# Cutremurul din Peru (2007)
Cutremurul din Peru din 2007 a fost un cutremur foarte puternic, care a lovit partea centrală a coastei Oceanului Pacific a țării în ziua de 15 august 2007 la orele 18:40:58 ora locală sau 23:40:58 UTC și a durat aproximativ două minute.
Epicentrul a fost localizat la circa 150 km sud-sud-vest de Lima la o adâncime de circa 30 de km.
Centrul informativ al Serviciului Geologic al Statelor Unite (USGS National Earthquake Information Center) a raportat că a fost un cutremur foarte puternic, care a măsurat 8,0 pe scala Mercalli.